# Kombinacja norweska na Mistrzostwach Świata w Narciarstwie Klasycznym 2011 – sztafeta HS134
Sztafeta HS134/4x5 km jedna z konkurencji w ramach kombinacji norweskiej na Mistrzostwach Świata w Narciarstwie Klasycznym 2011. Skoki na skoczni Holmenkollbakken oraz sztafeta odbyły się 4 marca 2011 w norweskim Oslo. Tytułu z poprzednich mistrzostw bronili Japończycy, tym razem triumfowali Austriacy w składzie: David Kreiner, Bernhard Gruber, Felix Gottwald i Mario Stecher. Rywalizowało 12 reprezentacji narodowych.
Był to ostatni raz kiedy konkurencja znalazła się w programie mistrzostw świata. Dwa lata później, podczas mistrzostw świata w Val di Fiemme konkurencję tę zastąpiono sprintem drużynowym.

## Wyniki

### Skoki
| Pozycja | Nr | Państwo                                                                              | Skok (m)                | Punkty                        | Strata czasowa |
| ------- | -- | ------------------------------------------------------------------------------------ | ----------------------- | ----------------------------- | -------------- |
| 1       | 9  | Francja · François Braud · Sébastien Lacroix · Maxime Laheurte · Jason Lamy-Chappuis | 132,5 125,0 137,0 128,5 | 515,0 131,6 118,4 138,2 126,8 |                |
| 2       | 10 | Niemcy · Johannes Rydzek · Björn Kircheisen · Tino Edelmann · Eric Frenzel           | 127,5 126,5 131,0 125,5 | 491,1 122,1 120,5 126,4 122,1 | +0:32          |
| 3       | 12 | Austria · Bernhard Gruber · Felix Gottwald · David Kreiner · Mario Stecher           | 128,0 121,5 130,5 129,0 | 485,5 125,3 110,0 127,2 123,0 | +0:39          |
| 4       | 11 | Norwegia · Jan Schmid · Mikko Kokslien · Magnus Moan · Håvard Klemetsen              | 125,0 115,0 129,0 135,5 | 474,8 118,3 99,6 123,2 133,7  | +0:54          |
| 5       | 6  | Stany Zjednoczone · Bryan Fletcher · Johnny Spillane · Bill Demong · Todd Lodwick    | 125,0 124,0 122,5       | 467,3 117,8 115,3 116,5 117,7 | +1:04          |
| 6       | 3  | Słowenia · Gašper Berlot · Mitja Oranič · Jože Kamenik · Marjan Jelenko              | 124,0 120,5 125,5 124,5 | 459,4 117,0 108,1 118,9 115,4 | +1:14          |
| 7       | 4  | Czechy · Tomáš Slavík · Aleš Vodseďálek · Miroslav Dvořák · Pavel Churavý            | 130.0 123,0 119,0 117,0 | 450,3 125,0 115,1 105,2 105,0 | +1:26          |
| 8       | 7  | Japonia · Yūsuke Minato · Norihito Kobayashi · Taihei Kato · Akito Watabe            | 119.0 116,0 130,0 125,0 | 447,6 106,6 101,5 122,5 117,0 | +1:30          |
| 9       | 2  | Estonia · Aldo Leetoja · Kail Piho · Karl-August Tiirmaa · Kaarel Nurmsalu           | 116.0 117,0 121,5 133,5 | 440,8 99,9 103,5 109,8 127,6  | +1:39          |
| 10      | 8  | Włochy · Armin Bauer · Giuseppe Michielli · Alessandro Pittin · Lukas Runggaldier    | 117,0 114,0 119,0 126,0 | 437,7 107,7 97,4 108,4 124,2  | +1:43          |
| 11      | 1  | Rosja · Dimitrij Matwiejew · Siergiej Maslennikow · Iwan Panin · Nijaz Nabiejew      | 123,0 118,0 123,5 122,0 | 437,3 112,5 103,5 114,0 107,3 | +1:44          |
| 12      | 5  | Szwajcaria · Tommy Schmid · Ronny Heer · Seppi Hurschler · Tim Hug                   | 121,0 120,0 119,0 113,0 | 425,4 108,0 107,5 108,0 101,9 | +1:59          |

### Biegi
| Pozycja | Nr | Państwo                                                                              | Strata (skoki) | Czas                                    | Miejsce | Strata  |
| ------- | -- | ------------------------------------------------------------------------------------ | -------------- | --------------------------------------- | ------- | ------- |
| 1       | 3  | Austria · Bernhard Gruber · David Kreiner · Felix Gottwald · Mario Stecher           | 0:39           | 46:33,3 11:46,3 11:39,3 11:24,0 11:43,7 | 1       | 47:12,3 |
| 2       | 2  | Niemcy · Johannes Rydzek · Björn Kircheisen · Eric Frenzel · Tino Edelmann           | 0:32           | 46:40,4 12:01,9 11:30,8 11:25,4 11:42,3 | 2       | +0:00,1 |
| 3       | 4  | Norwegia · Mikko Kokslien · Håvard Klemetsen · Jan Schmid · Magnus Moan              | 0:54           | 46:58,9 11:25,7 11:52,1 11:45,5 11:55,6 | 3       | +0:40,6 |
| 4       | 1  | Francja · Sébastien Lacroix · Maxime Laheurte · François Braud · Jason Lamy-Chappuis | 0:00           | 48:04,2 12:01,1 12:13,3 11:53,5 11:56,3 | 6       | +0:51,9 |
| 5       | 8  | Japonia · Akito Watabe · Taihei Kato · Yūsuke Minato · Norihito Kobayashi            | 1:30           | 47:13,7 11:44,0 11:56,6 11:37,9 11:55,2 | 4       | +1:31,4 |
| 6       | 5  | Stany Zjednoczone · Bill Demong · Bryan Fletcher · Johnny Spillane · Todd Lodwick    | 1:04           | 47:52,3 11:37,7 12:04,4 11:55,2 12:15,0 | 5       | +1:44,0 |
| 7       | 10 | Włochy · Giuseppe Michielli · Armin Bauer · Lukas Runggaldier · Alessandro Pittin    | 1:43           | 48:14,9 12:08,7 12:04,0 12:10,5 11:51,7 | 7       | +2:45,6 |
| 8       | 12 | Szwajcaria · Ronny Heer · Seppi Hurschler · Tim Hug · Tommy Schmid                   | 1:59           | 48:18,1 11:53,5 11:37,3 12:00,8 12:46,5 | 8       | +3:04,8 |
| 9       | 7  | Czechy · Miroslav Dvořák · Tomáš Slavík · Aleš Vodseďálek · Pavel Churavý            | 1:26           | 48:51,5 11:44,2 11:59,9 12:38,9 12:28,5 | 7       | +3:05,2 |
| 10      | 6  | Słowenia · Mitja Oranič · Marjan Jelenko · Jože Kamenik · Gašper Berlot              | 1:14           | 50:00,1 12:13,8 12:20,4 12:58,5 12:27,4 | 10      | +4:01,8 |
| 11      | 11 | Rosja · Dimitrij Matwiejew · Siergiej Maslennikow · Iwan Panin · Nijaz Nabiejew      | 1:44           | 52:08.2 13:12.0 12:41.1 13:02.3 13:12.8 | 11      | +6:39,9 |
| 99 !    | 9  | Estonia · Aldo Leetoja · Kail Piho · Karl-August Tiirmaa · Kaarel Nurmsalu           | 1:39           | DNS                                     | 99 !    |         |